# Eocosmoecus frontalis
Eocosmoecus frontalis är en nattsländeart som först beskrevs av Banks 1943.  Eocosmoecus frontalis ingår i släktet Eocosmoecus och familjen husmasknattsländor. Inga underarter finns listade i Catalogue of Life.